# Halifa Soulé
Mohamed Halifa Soulé (ur. 12 listopada 1990 w Gonesse) – komoryjski piłkarz występujący na pozycji pomocnika. Zawodnik klubu AO Ajia Napa.

## Kariera klubowa
Soulé urodził się we Francji w rodzinie pochodzenia komoryjskiego. Karierę piłkarską rozpoczynał w 2009 roku w zespole ES Saint-Gratien z CFA. Następnie grał w innych zespołach tej ligi – US Albi oraz AS Béziers. Wraz z Béziers w sezonie 2014/2015 awansował do Championnat National. W 2016 roku odszedł do greckiego zespołu OFI 1925, grającego w drugiej lidze. Nie rozegrał tam jednak żadnego spotkania.
Na początku 2017 roku Soulé został zawodnikiem pierwszoligowego klubu PAE Weria. Zadebiutował tam 4 marca 2017 w wygranym 4:3 ligowym meczu z Asterasem Tripolis. W barwach Werii rozegrał 5 spotkań i zdobył 1 bramkę. W połowie 2017 roku odszedł do cypryjskiej drużyny AO Ajia Napa.

## Kariera reprezentacyjna
W reprezentacji Komorów Soulé zadebiutował 11 listopada 2011 w przegranym 0:1 meczu eliminacji Mistrzostw Świata 2014 z Mozambikiem.